# Leonor Botteri
Leonor Botteri (Rio de Janeiro, 9 de junho de 1916 – Curitiba, 20 de novembro de 1998) foi uma pintora brasileira nascida no Rio de Janeiro e radicada no Paraná. Iniciando suas atividades artísticas na década de 40, “desenvolveu uma obra ingular, próxima ao surrealismo”, remetendo “às atmosferas oníricas e silenciosas do italiano Giorgio de Chirico”. Viveu a maior parte de sua vida em Curitiba, onde se tornou professora da Escola de Música e Belas Artes do Paraná.

## Biografia
Filha do italiano Wenceslau Botteri e de Leonor Baer, começa seus estudos em pintura aos vinte e seis anos, com Guido Viaro (1897-1971), por quem foi orientada nas cidades de Guaratuba e Curitiba. O pai de Leonor, Wenceslau Botteri, originário da Dalmácia, era secretário consular do antigo Império Austro-Húngaro, o que permitiu viajar com sua família pela Itália e Iugoslávia durante o ano de 1928.
Foi professora primária, em Curitiba, entre 1939 e 1947. Entre 1942 e 1945, estuda com Guido Viaro, tendo aulas no edifício da "Sociedade Dante Alighieri" (na Praça Zacarias), também em Curitiba. Em 1948, casa-se com o artista plástico gaúcho João Frederico Genehr, e nesse mesmo ano começou a trabalhar no serviço administrativo da recém-criada Escola de Música e Belas Artes do Paraná (EMBAP). Em 1959, torna-se professora auxiliar de Desenho do Gesso e do Natural, e em 1960 foi nomeada titular da cadeira de pintura da EMBAP, passando a lecionar a disciplina natureza morta, cargo que exerce até se aposentar, em 1986. Foi, também, inspetora do ensino secundário em vários colégios de Curitiba, até o ano de 1963.
A filha de Leonor Botteri, Elizabeth, tornou-se professora de História da Arte da FAP, e a sobrinha, Sulamit Botteri, seguiu a tradição artística da família.

## Vida artística

### Exposições individuais

Auto Retrato - 1941

- 1957 - Curitiba PR – Exposição Individual, na Biblioteca Pública do Paraná
- 1975 - Curitiba PR – Retrospectiva individual, na Galeria Eucatexpo
- 1981/1982 - Curitiba PR – Exposição Individual, na Galeria Eucatexpo
- 1988/1989 - Curitiba PR - Coleção da Artista, no MAP
- 2010/ 2011 – Curitiba PR - Retrospectiva de suas obras no Museu Oscar Niemeyer, com 70 pinturas da artista:[1][4][5] “O Silêncio e a Solidão da Pintura de Leonor Botteri”. A mostra fez parte da série “Artistas Paranaenses”, do ano de 2010, em Curitiba.

### Exposições Coletivas
Fonte:
- 1943 - Curitiba PR - 1º Salão Primavera, no Clube Curitibano - prêmio de pintura.
- 1944 - Rio de Janeiro RJ - Mostra de Arte Paranaense, promovida pela Sociedade dos Amigos Alfredo Andersen.
- 1944 - Curitiba PR - 1º Salão Paranaense de Belas Artes, no Auditorium da Escola de Professores - medalha de bronze em pintura.
- 1946 - Curitiba PR - Coletiva, organizada pela União dos Artistas e Simpatizantes da Arte.
- 1947 - Curitiba PR - 4º Salão Paranaense de Belas Artes, no Edíficio do Orfeão da Escola Normal de Curitiba - medalha de bronze.
- 1948 – Paranaguá PR - Exposição Itinerante, promovida pelo Governo do Estado do Paraná.
- 1948 – Ponta Grossa PR - Exposição Itinerante, promovida pelo Governo do Estado do Paraná.
- 1948 - Curitiba PR - 2º Salão Feminino de Pintura, organizado pelo Centro Feminino de Curitiba.
- 1948 - Rio de Janeiro RJ - Mostra Feminina de Belas Artes Interamericana, sob auspícios do Ministério das Relações Exteriores - diploma de honra em Pintura.
- 1951 – Porto Alegre RS - 5º Salão de Artes Plásticas, promovido pela Associação Riograndense de Artes Plásticas Francisco Lisboa - menção honrosa.
- 1951 - Curitiba PR - 4º Salão de Belas Artes da Primavera, no Clube da Concórdia.
- 1952 - Curitiba PR - Exposição Permanente de Artistas Paranaenses, pelo Departamento de Cultura.
- 1953 - Curitiba PR - 6º Salão de Belas Artes da Primavera, no Clube da Concórdia - medalha de bronze e prêmio de aquisição em pintura.
- 1954 - Curitiba PR - 7º Salão de Belas Artes da Primavera, no Clube da Concórdia.
- 1955 – Salvador BA - Salão Bahiano de Belas Artes de Salvador.
- 1956 - Salvador BA - Salão Bahiano de Belas Artes de Salvador.
- 1956 - Curitiba PR - 13º Salão Paranaense de Belas Artes, na Biblioteca Pública do Paraná - medalha de prata para as pinturas e medalha de bronze para os desenhos.
- 1956 - Curitiba PR - 9º Salão de Belas Artes da Primavera, no Clube da Concórdia – prêmio de aquisição em pintura.
- 1957 - Curitiba PR - 14º Salão Paranaense de Belas Artes, na Biblioteca Pública do Paraná - prêmio de aquisição.
- 1957 - Curitiba PR - Leonor Botteri e João Genehr, na Biblioteca Pública do Paraná.
- 1957 – Rio de Janeiro - Pintores do Paraná, no MNBA.
- 1958 - Curitiba PR - 15º Salão Paranaense de Belas Artes, na Biblioteca Pública do Paraná -medalha de ouro e prêmio aquisição.
- 1958 - Porto Alegre RS - 1º Salão Panamericano de Arte
- 1959 - Curitiba PR - 16º Salão Paranaense de Belas Artes, na Biblioteca Pública do Paraná.
- 1960 - Curitiba PR - 17º Salão Paranaense de Belas Artes, na Biblioteca Pública do Paraná - prêmio aquisição Universidade Federal do Paraná e Prefeitura Municipal de Curitiba.
- 1960 - Curitiba PR - 1º Salão Anual de Curitiba, no Museu de Arte do Paraná, MAP.
- 1961 - Curitiba PR - 18º Salão Paranaense de Belas Artes, na Biblioteca Pública do Paraná - medalha de ouro e prêmio aquisição.
- 1961 - Curitiba PR - 14º Salão de Belas Artes da Primavera, no Clube da Concórdia - prêmio de aquisição.
- 1961 - Santos SP - 8º Salão Oficial de Belas Artes de Santos.
- 1962 - Curitiba PR - Salão do Paraná, na Biblioteca Pública do Paraná.
- 1962 – Santos SP - 9º Salão Oficial de Belas Artes de Santos.
- 1962 – Porto Alegre RS - 9º Salão de Artes Plásticas, no Instituto de Belas Artes patrocinado pela Universidade Rio Grande do Sul.
- 1963 - Curitiba PR - 16º Salão de Belas Artes da Primavera, no Clube da Concórdia.
- 1963 – São Paulo SP - 28º Salão Paulista de Belas Artes.
- 1963 - Curitiba PR - 20º Salão Paranaense de Belas Artes, na Biblioteca Pública do Paraná.
- 1964 - São Paulo SP - 29º Salão Paulista de Belas Artes.
- 1964 - Curitiba PR - 21º Salão Paranaense de Belas Artes, na Biblioteca Pública do Paraná.
- 1972 - Curitiba PR - Grande Mostra de Arte em Homenagem a Guido Viaro, no Centro Cultural Dante Alighiieri.
- 1973 - Curitiba PR - Mostra de artistas paranaenses - 2ª Feira das Bandeiras, no Teatro Guaíra.
- 1975 - Curitiba PR - Coletiva, no Teatro Guaíra, promovido pelo Centro Paranaense Feminino de Cultura.
- 1976 - Curitiba PR - Discípulos de Andersen e Artistas Independentes, na sala de exposições do Badep.
- 1978 - Curitiba PR - Coletiva, no Clube Curitibano.
- 1980 - Curitiba PR - 8º Salão de Arte, no Centro Federal de Educação Tecnológica, Cefet - participação especial.
- 1980 - Curitiba PR - Coletiva, por ocasião do Encontro Nacional de Críticos de Arte.
- 1984 - Curitiba PR - 19º Salão da Primavera, no Clube da Concórdia - sala especial.
- 1985 - Curitiba PR - 3º Salão de Artes Plásticas - homenagem do Círculo Militar do Paraná.
- 1986 - Curitiba PR - Tradição e Contradição, no MAC/PR
- 1991 - Curitiba PR - Museu Municipal de Arte: acervo, no Museu Municipal de Arte.
- 1992 - Curitiba PR - Museu Municipal de Arte: acervo, no Museu Municipal de Arte.
- 1998 - Curitiba PR - Arte Paranaense: movimento de renovação, na Galeria da Caixa Econômica Federal.

## Considerações críticas
Maria José Justino, curadora da exposição realizada sobre Botteri em janeiro de 2011 no Museu Oscar Niemeyer, em Curitiba, comenta: “Botteri foi aos recônditos da solidão para construir uma pintura situada entre o expressionismo e a pintura metafísica”.